# Walton Park
Walton Park és una concentració de població designada pel cens dels Estats Units a l'estat de Nova York. Segons el cens del 2000 tenia 2.330 habitants.

## Demografia
Segons el cens del 2000, Walton Park tenia 2.330 habitants, 776 habitatges, i 637 famílies. La densitat de població era de 379,6 habitants per km².
Dels 776 habitatges en un 45,1% hi vivien nens de menys de 18 anys, en un 72,6% hi vivien parelles casades, en un 6,8% dones solteres, i en un 17,9% no eren unitats familiars. En el 14,3% dels habitatges hi vivien persones soles el 4,6% de les quals corresponia a persones de 65 anys o més que vivien soles. El nombre mitjà de persones vivint en cada habitatge era de 3 i el nombre mitjà de persones que vivien en cada família era de 3,35.
Per edats la població es repartia de la següent manera: un 30,1% tenia menys de 18 anys, un 5,3% entre 18 i 24, un 30,7% entre 25 i 44, un 25,6% de 45 a 60 i un 8,3% 65 anys o més.
L'edat mediana era de 37 anys. Per cada 100 dones de 18 o més anys hi havia 94,6 homes.
Entorn del 2,5% de les famílies i el 2,4% de la població estaven per davall del llindar de pobresa.